# Sanktuarium Matki Bożej „Tal-Mensija” w San Ġwann
Sanktuarium Matki Bożej Tal-Mensija, formalnie Kościół pod wezwaniem Zwiastowania Pańskiego i świętego Leonarda (malt. Is-Santwarju tal-Madonna tal-Minsija, ang. Sanctuary of Our Lady Tal-Mensija) – rzymskokatolickie sanktuarium w miejscowości San Ġwann na Malcie. Główna część kościoła znajduje się w podziemnej grocie.

## Historia
Kościół ten po raz pierwszy wspomniany jest w raporcie z wizytacji parafii Birkirkara przez apostolskiego wizytatora Pietro Dusinę w 1575. Był pod wezwaniem św. Leonarda, miał ołtarz i drewniane drzwi, w tym czasie jego opiekunem był ks. Leonard Micallef.

W tym samym raporcie podano, że kościół został zbudowany trzy lata wcześniej, tj. w 1572 przez Ġwanni Micallefa z Birkirkary. Raporty z wizyt pastoralnych w późnym XVI, i wczesnym XVII wieku wspominają wezwanie kościoła San Leonardu tal-Ġebel (św. Leonard na skale), i jego położenie „Il-Ħofra tal-Għar” (nad otworem jaskini). W 1618 biskup Baldassare Cagliares zdekonsekrował kościół z powodu jego porzucenia i zapomnienia. W 1636 potwierdził to biskup Balaguer. Kolejne potwierdzenie dekonsekracji miało miejsce w 1645 oraz 1659. W 1690, po latach zapomnienia, kaplica, wraz ze starym drewnianym tryptykiem, przedstawiającym św. Leonarda, Matkę Bożą oraz archanioła Gabriela, została „odkryta” ponownie.
Mówi się, że wtedy właśnie powstała legenda, związana z kaplicą. Il-Minsija w języku maltańskim znaczy „zapomniana”. Przekaz mówi, że na początku XV wieku miejscowy rolnik zobaczył blask światła bijący ze skalnej szczeliny. Po powiększeniu wejścia ujrzał w głębi lampkę oliwną o trzech knotach, palącą się przed świętym obrazem na ścianie. Trzykrotne zabranie obrazu, najpierw przez miejscowego proboszcza, a później przez biskupa, za każdym razem powodowało jego „cudowny” powrót do jaskini. Uznano zatem, że Madonna wybrała jaskinię na swoje miejsce. Oczyszczono więc grotę, i urządzono tam kaplicę. Niestety, z czasem została ona porzucona i zapomniana.

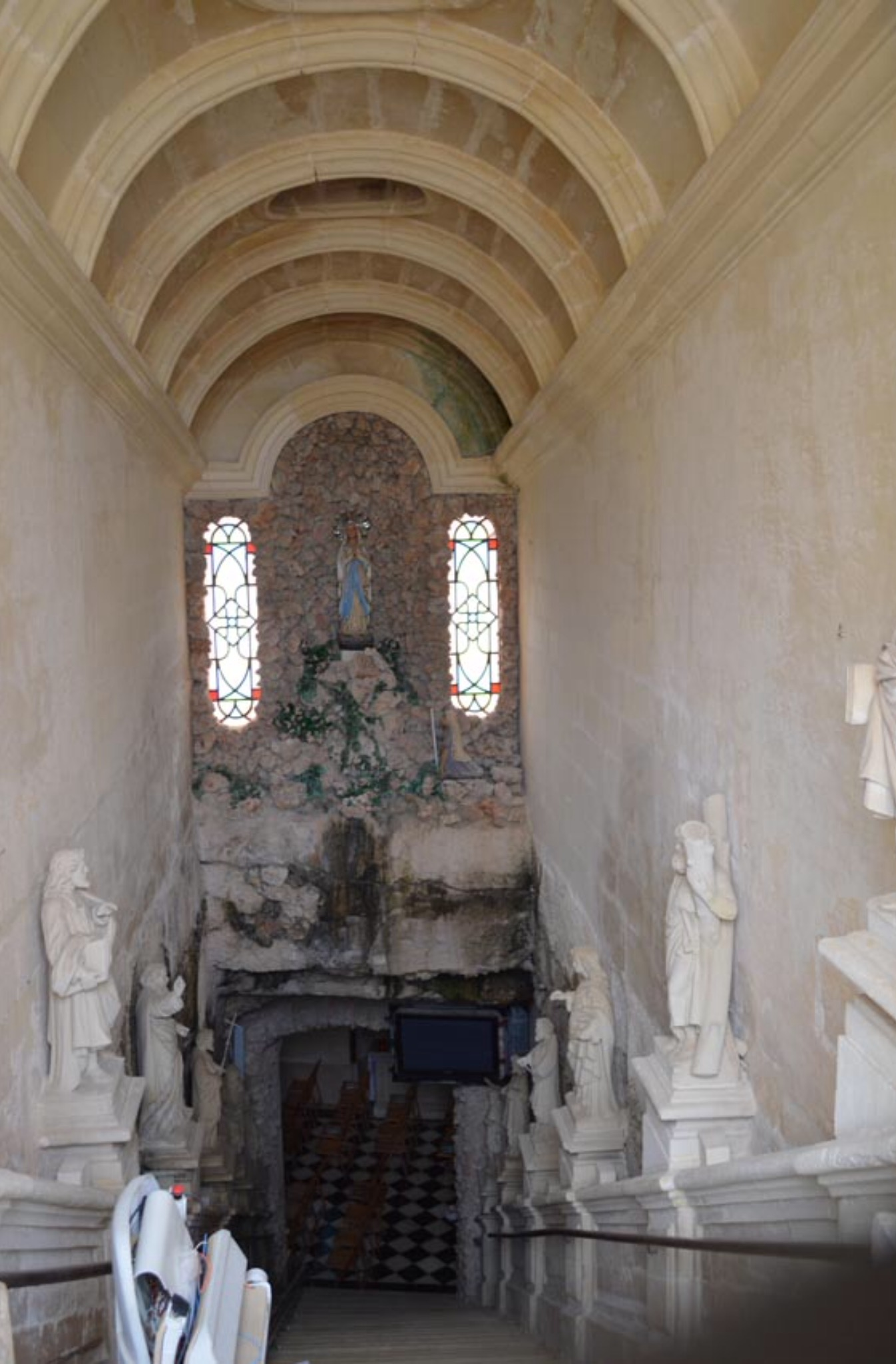
Schody, prowadzące do groty. Widoczne rzeźby apostołów.

Ponowne poświęcenie kaplicy nastąpiło 17 kwietnia 1691. Wierni z całej wyspy zaczęli odwiedzać to miejsce, i z datków, które zostawiali naziemna część budowli została odbudowana, dobudowano dwa pomieszczenia, do przechowywania przedmiotów liturgicznych, oraz dla księdza, sama zaś grota z kaplicą zachowała swoją oryginalną strukturę. Z czasem kościół stał się jednym z popularniejszych sanktuariów maryjnych na wyspie. Około 1877 ks. Ġorġ Debono z Birkirkary, wraz ze swoim bratankiem Michaelem, zbudowali za kaplicą pomieszczenia, gdzie zamieszkali. Ks. Debono odprawiał codziennie mszę świętą. 20 grudnia 1879 papież Leon XIII nadał ołtarzowi w kaplicy status ołtarza uprzywilejowanego. Pod koniec XIX, i na początku XX wieku Michael Debono zbudował naziemną konstrukcję kaplicy w formie widocznej dziś. Powstały też, prowadzące do groty, czterdziestostopniowe schody, które w latach 30. XX wieku upiększone zostały przez Luigiego Micallefa z Balzan rzeźbami dwunastu apostołów, ustawionych po ich obu stronach.

## Architektura

### Wygląd zewnętrzny
Fasada widoczna dziś pochodzi z końca XIX wieku. Duża brama wejściowa nie przywodzi na myśl małej wiejskiej kaplicy, lecz coś dużo większego. Wejście otoczone jest wysokimi prostymi pilastrami, na których wspiera się trójkątny fronton z krzyżem. Nad całością góruje wysoka, kwadratowa dzwonnica, zwieńczona hełmem, z rzeźbą archanioła Gabriela na szczycie.
Na placu przed wejściem, na kamiennej kolumnie, znajduje się statua Wniebowzięcia Matki Bożej, przeniesiona kiedyś z kościoła w Balzan.

### Wnętrze
Od drzwi wejściowych, w dół do groty prowadzą schody. Ponad nimi sklepienie kolebkowe wsparte na łukach. Na tylnej ścianie na wysokości wejścia, nad łukiem okalającym wejście do właściwej groty, znajduje się figura Matki Bożej z Lourdes.
Główna część kościoła rozciąga się na lewo od wejścia. Znajduje się tam ołtarz, po którego lewej stronie, w wykutej w skale niszy umieszczony jest oryginalny tryptyk, pochodzący prawdopodobnie z XIV wieku. Przedstawia on Matkę Bożą po prawej stronie, archanioła po lewej, zaś św. Leonard znajduje się w centrum. Obecny obraz tytularny, przedstawiający scenę Zwiastowania oraz św. Leonarda, powstał około 1780, i pochodzi prawdopodobnie ze szkoły Francesco Zahry lub Rocco Buhagiara. Obraz być może został wykonany jako ex-voto.

Na wprost schodów stoi boczny ołtarz z figurą Chrystusa Zbawiciela. Na prawo od schodów, naprzeciw ołtarza głównego, para barokowych drzwi, prowadzących do zakrystii; ponad nimi balkon organowy.

## Kościół dziś
Dziś w kościele odprawiana jest codziennie msza święta; udzielany jest też sakrament małżeństwa.

## Ochrona dziedzictwa kulturowego
Od 27 sierpnia 2012 budynek umieszczony jest na liście National Inventory of the Cultural Property of the Maltese Islands pod nr. 00781, jest również zabytkiem kulturalnym 1. klasy.